# فرودگاه شهرستان سینتیانا-هاریسون
فرودگاه شهرستان سینتیانا-هاریسون (به انگلیسی: Cynthiana-Harrison County Airport) یک فرودگاه همگانی بهره‌برداری هوایی است که یک باند فرود آسفالت دارد و طول باند آن ۱۱۷۴ متر است. این فرودگاه در کشور ایالات متحده آمریکا قرار دارد و در ارتفاع ۲۲۰ متری از سطح دریا واقع شده‌است.